# Ludwik Benoit
Ludwik Benoit, né le 18 juillet 1920 à Vawkavysk (alors Wołkowysk dans la voïvodie de Białystok) et mort le 4 novembre 1992 à Łódź, est un réalisateur et acteur polonais.

## Filmographie partielle

### Cinéma
- 1954 : Les Cinq de la rue Barska d'Aleksander Ford
- 1955 : Une fille a parlé d'Andrzej Wajda
- 1960 : Les Chevaliers teutoniques d'Aleksander Ford
- 1962 : Histoire de deux enfants qui volèrent la Lune de Jan Batory
- 1965 : Le Manuscrit trouvé à Saragosse de Wojciech Has
- 1968 : La Poupée de Wojciech Has : majordome
- 1970 : Comment j'ai provoqué la Seconde Guerre mondiale de Tadeusz Chmielewski : Aubergiste
- 1973 : La Clepsydre de Wojciech Has : Szloma

### Télévision
- 1973 : Janosik de Jerzy Passendorfer (série télévisée) : beau-père
- 1975 : Un homme incroyablement calme de Stanisław Bareja : le gardien de l'usine

## Récompenses et distinctions
- Officier de l'ordre Polonia Restituta